# Fukue-džima
Fukue-džima nebo Fukuedžima je název vulkanického komplexu sestávajícího z několika struskových kuželů a štítových vulkánů čedičového složení, nacházejícího se na japonském ostrově Fukue (součást souostroví Goto), západně od ostrova Kjúšú. Začátek vulkanické aktivity se odhaduje na 900000 let, poslední aktivita se odehrála přibližně 550 let před naším letopočtem.

## Seznam vulkanických forem komplexu Fukue-džima
- Struskové kužely
  - Aka-džima
  - Hino-take
  - Kuro-džima
  - Odžima
  - On-dake